# Hr.Ms. Witte de With (1986)
De Hr.Ms. Witte de With (F 813) is een voormalig Nederlands fregat van de Jacob van Heemskerckklasse en is genoemd naar vlootvoogd Witte de With. Het fregat kwam in 1986 in dienst en werd in 2006 verkocht aan Chili en doet dienst bij de Chileense marine onder de naam Capitán Prat ('FFG11').
Het schip is gebouwd op de Vlissingse scheepswerf Koninklijke Maatschappij de Schelde. De bouw van de Witte de With, alsmede van de naamgever van de klasse, de Jacob van Heemskerck, vond plaats aansluitend op de bouw van 12 standaardfregatten (Kortenaerklasse. De bouw van de Jacob van Heemskerckklasse werd mogelijk door de verkoop van 2 standaardfregatten aan Griekenland. 
De Jacob van Heemskerckklasse is gebaseerd op de Kortenaerklasse, maar verschilt daarvan door het ontbreken van helikopterdek en -hangar, alsmede door het ontbreken van het 76mm-snelvuurkanon. In plaats daarvan werd een luchtverdedigingssysteem voor de middellange afstand (Standard Missile Medium Range I) geplaatst. Een ander in het oog lopend verschil was de hoog geplaatste SMART-S radar, waar de Kortenaerklasse een WM/25 voert.

## Taken
Het L fregat is met name ontworpen voor luchtverdediging maar is tot vele verschillende taken in staat. Het schip kan opereren in elk soort omgeving waardoor zij kan deelnemen aan alle typen ernstoperaties. Vanwege de moderne communicatiemiddelen en –faciliteiten is het schip geschikt om te fungeren als vlaggenschip van een eskader. Hr. Ms. Witte de With heeft de volgende capaciteiten binnen de verschillende warfare gebieden:

### Luchtverdediging
Verschillende sensoren en wapensystemen staan het schip ter beschikking voor luchtverdediging. De primaire wapensystemen voor de langere afstand zijn het Standard Missile en de NATO Sea Sparrow geleide raketten. Op korte afstand kunnen doelen aangevallen worden met het 30 mm Goalkeeper systeem. Vanwege de Standard Missile en de SMART en de LW-08 radar, is het L-fregat zeer geschikt om te opereren als area luchtverdedigingsplatform.

### Oppervlaktebestrijding
Het schip heeft verscheidene sensoren om andere schepen te detecteren. Naast de eigen zeewaarschuwingsradar, kan dit ook plaatsvinden door vriendschappelijke vliegtuigen, helikopters, elektromagnetische onderschepping of radar. Het Harpoon surface-to-surface missile (1) is het primaire wapen in oppervlakte oorlogsvoering.

### Onderwateroorlogvoering
L-fregatten zijn eveneens uitgerust voor de onderwateroorlogvoering. Door middel van de SQS 509 hull mounted sonar is zij in staat een onderzeeboot te detecteren waarna deze kan worden aangevallen met MK-46 torpedo’s (5). Naast deze warfare gebieden is het schip ook inzetbaar voor vele andere maritieme taken; surveillance, search and rescue, counterdrugs, ondersteunen van amfibische operaties, Maritime Interdiction Operations (boardings) etc.

## Commandanten

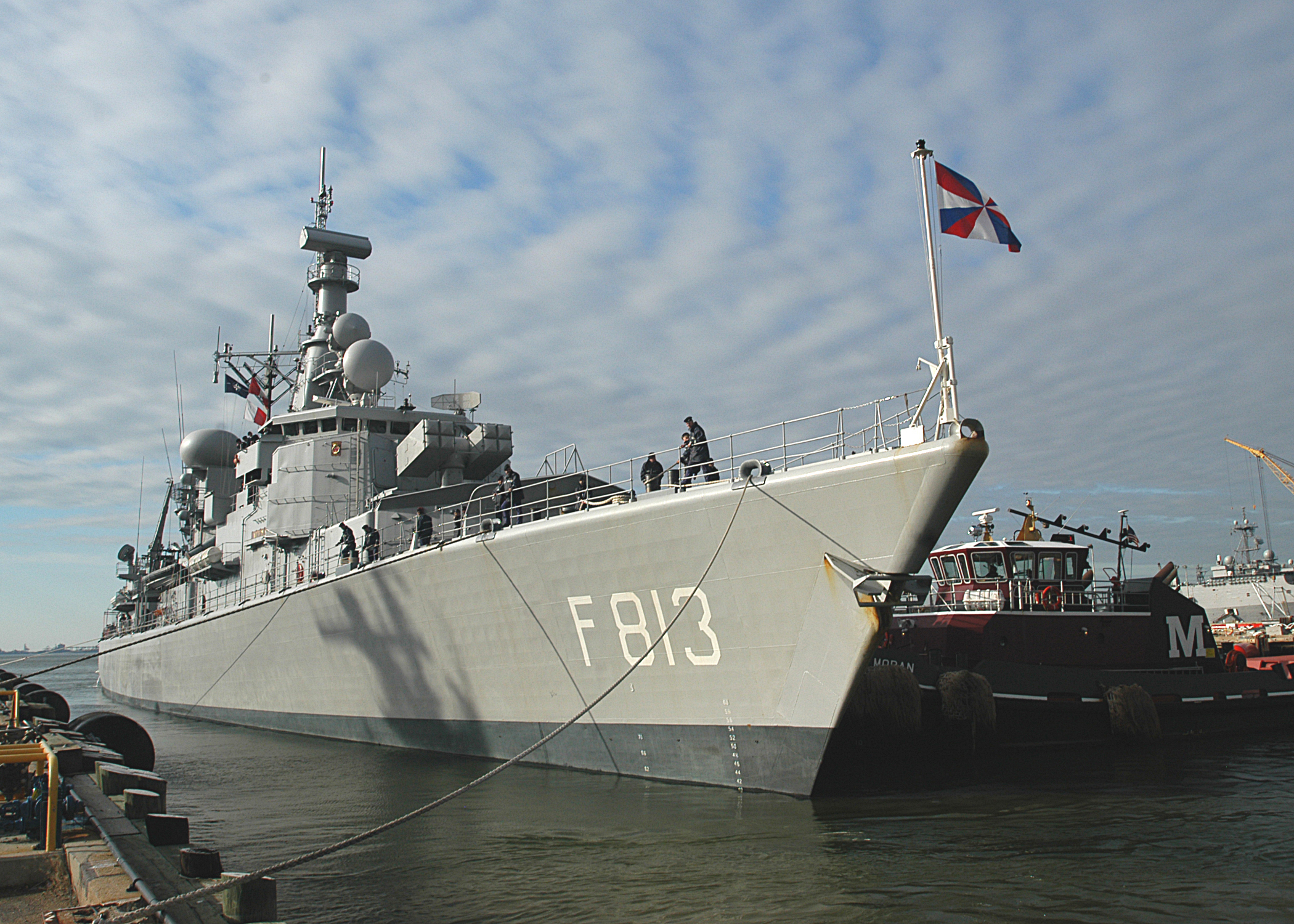
Hr.Ms. Witte de With in Norfolk

| Commandant                     | Rang | Titel | Van        | Tot        |
| ------------------------------ | ---- | ----- | ---------- | ---------- |
| F.L. Leenart (detachementscdt) | KLTZ | Ir.   | 05-09-1985 | 15-08-1986 |
| F.J. Schuller tot Peursum      | KLTZ | Ir.   | 15-08-1986 | 20-01-1989 |
| J. van der Aa                  | KLTZ |       | 20-01-1989 | 15-02-1991 |
| W.H. Hoek                      | KLTZ |       | 25-02-1991 | 16-08-1991 |
| B.M. van der Hulst             | KLTZ | Ir.   | 16-08-1991 | 03-12-1992 |
| G.J. Burema                    | KLTZ |       | 03-12-1992 | 01-07-1994 |
| R. de Jong (EO/wnd Cdt)        | LTZ1 |       | 01-07-1994 | 25-05-1995 |
| S.E. Glaser                    | KLTZ |       | 29-05-1995 | 29-09-1996 |
| J.G.A. Brandt (wnd Cdt)        | LTZ1 |       | 25-05-1995 | 04-11-1996 |
| REST VOLGT NOG                 |      |       |            |            |

## Grotere reizen door de jaren heen
| NAAM                    | VERTREK        | TERUGKOMST | AANGEDANE HAVENS |
| ----------------------- | -------------- | ---------- | --- |
| FAIRWIND 1988           | 01-08-1988     | 21-12-1988 | Alexandrië, Bombay, Jakarta, Surabaya, Freemantle, Sydney, Wellington, Adelaide, Jarvis Bay, Sydney, Portkelang, Djeddah |
| STANAVFORLANT 1989      | 01-07-1989     | 20-12-1989 | Cherbourg, Gent, Kiel, Kopenhagen, Oslo, Plymouth, Portland, Zeebrugge, Den Helder, Rosyth, Amsterdam.                   |
| OPERATION PHANLANX 1990 | 20-08-1990     | 21-12-1990 | Gibraltar, Jebel Ali, Dubai, Muscat, Abu Dhabi, Seychellen, Manama, Djibouti, Gibraltar.                                 |
| STANAVFORLANT 1997-1998 | september 1997 | april 1998 | Amsterdam, Plymouth, La Coruña, Casablanca, Lissabon, St Johns, Halifax, Puerto Rico (RR), St Thomas, Bermuda            |
| FAIRWIND 2000           | ?              | 07-07-2000 | Dubai, Bahrein, Kuwait, Oita, Osaka, Tokio, Pusan, Surabaya, Jakarta, Engano (aardbeving) Manilla, Hong Kong, Iraklion   |
| STANAVFORMED 2002-2003  | 29-08-2002     | 07-02-2003 | Gibraltar, Aksaz, Antalya, Istanboel, Catania, Palermo, Toulon, Tounis, Split                                            |

## De verkoop
Op 27 maart 2004 werd er een contract getekend door de Nederlandse staatssecretaris van Defensie, Cees van der Knaap en de Chileense minister van Defensie, Michelle Bachelet Jeria voor de verkoop van 4 fregatten aan Chili: de Jacob van Heemskerck, de Witte de With, de Abraham van der Hulst en de Tjerk Hiddes.De overdracht van de Witte de With vond plaats op 17 juli 2006. De Witte de With doet nu (2007) dienst bij de Chileense marine onder de naam Capitán Prat (FFG11).

## Voorgangers
| Periode   | Soort                    | Details |
| --------- | ------------------------ | --- |
| 1804-1814 | Kanonneerschoener no. 11 | Nam deel aan de "Vlissingse Expeditie” |
| 1928-1942 | Torpedobootjager         | Voerde tijdens de "Slag in de Javazee" escortetaken uit. Het schip werd, na zwaar beschadigd te zijn geraakt door een Japanse luchtaanval, door de eigen bemanning tot zinken gebracht op 2 maart 1942 |
| 1979-1982 | Standaardfregat          | Werd al tijdens de bouw aan de Griekse marine verkocht |